# Talsperre San Esteban
Die Talsperre San Esteban (bzw. Talsperre Santo Estevo) (spanisch Presa de San Esteban bzw. Presa de Santo Estevo) ist eine Talsperre mit Wasserkraftwerk in der Gemeinde Nogueira de Ramuín, Provinz Ourense, Spanien. Sie staut den Sil zu einem Stausee auf. Die Talsperre dient der Stromerzeugung. Mit ihrem Bau wurde 1945 begonnen; sie wurde 1955 fertiggestellt. Die Talsperre ist im Besitz von Iberdrola Generacion S.A. und wird auch von Iberdrola betrieben.

## Absperrbauwerk
Das Absperrbauwerk ist eine Bogengewichtsmauer aus Beton mit einer Höhe von 115 (bzw. 120) m über der Gründungssohle. Die Mauerkrone liegt auf einer Höhe von 231 m über dem Meeresspiegel. Die Länge der Mauerkrone beträgt 295 m. Das Volumen beträgt 474.300 m³.
Die Staumauer verfügt sowohl über einen Grundablass als auch über eine Hochwasserentlastung. Über den Grundablass können maximal 200 m³/s abgeleitet werden, über die Hochwasserentlastung maximal 5562 m³/s. Das Bemessungshochwasser liegt bei 4500 m³/s.

## Stausee
Beim normalen Stauziel von 229 m erstreckt sich der Stausee über eine Fläche von rund 7,37 (bzw. 14,62) km² und fasst 213 (bzw. 214) Mio. m³ Wasser; davon können 195 Mio. m³ genutzt werden. Der Stausee erstreckt sich über eine Länge von 40 km.

## Kraftwerk

### San Esteban I
Das Kraftwerk ging 1957 in Betrieb; seine installierte Leistung beträgt 253,92 (bzw. 254 263 264 265 oder 266) MW. Die durchschnittliche Jahreserzeugung liegt bei 1 (bzw. 1,015) Mrd. kWh. Das Maschinenhaus des Kraftwerks befindet sich unterhalb der Talsperre auf der linken Flussseite.
Jede der vier Francis-Turbinen leistet maximal 66,71 MW und jeder der Generatoren 82,5 MVA. Die Nenndrehzahl der Turbinen liegt bei 214 Umdrehungen pro Minute. Die Fallhöhe beträgt 104 m. Der Durchfluss liegt bei 75 m³/s je Turbine. In der Schaltanlage wird die Generatorspannung von 15 kV mittels Leistungstransformatoren auf 220 kV hochgespannt.

### San Esteban II
Das Kraftwerk ging 2012 in Betrieb; seine installierte Leistung beträgt 175 (bzw. 176 177 185,33 oder 188) MW. Das Kraftwerk befindet sich in einer Kaverne auf der linken Flussseite.
Die eine Francis-Turbine leistet maximal 175 MW und der Generator 210 MVA. Die Nenndrehzahl der Turbine liegt bei 166,7 Umdrehungen pro Minute. Die Fallhöhe beträgt 95 m. Der Durchfluss liegt bei 200 (maximal 206) m³/s. In der Schaltanlage wird die Generatorspannung von 15 kV auf 220 kV hochgespannt.

## Sonstiges
Die Kosten für die Errichtung der Talsperre (und des Kraftwerks San Esteban I) werden mit 1,5 Mrd. Peseten angegeben; die Kosten für das Kraftwerk San Esteban II werden mit 127 Mio. € angegeben.